# Campaña antiargentina

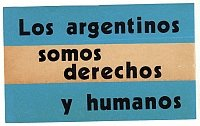
Calcomanía con el eslogan «Los argentinos somos derechos y humanos», repartida por la dictadura en 1979, en ocasión de la visita a la Argentina realizada por la Comisión Interamericana de Derechos Humanos.

La campaña antiargentina fue una estrategia publicitaria que la dictadura cívico-militar, autodenominada Proceso de Reorganización Nacional de la Argentina, los principales periódicos como La Nación y Clarín, y algunos destacados periodistas, utilizaron antes y durante la celebración de la Copa Mundial de Fútbol de 1978, para manipular a la población frente a las denuncias internacionales por las sistemáticas y masivas violaciones a los derechos humanos del régimen.
La “campaña antiargentina” fue desarrollada especialmente durante todo el año 1978 por el gobierno militar, y en la cual los medios de comunicación cumplieron un papel fundamental. El discurso periodístico de algunos grandes medios de comunicación fue combinado con elementos propios del discurso militar como “la subversión”, “el terrorismo” y la “amenaza interna". Los medios de comunicación masiva se caracterizaron por la desinformación a través el ocultamiento de hechos, el silenciamiento de opiniones y la censura explícita.

## Campaña de intoxicación
Para la misma, los militares se valieron del control casi absoluto que tenían de los medios de comunicación masivos (la revista Para ti, por ejemplo, repartió entre sus lectores postales destinadas a ser enviadas al extranjero, bajo el lema «Argentina toda la verdad»), además de una significativa inversión de dinero público que se utilizó para sufragar material publicitario como, por ejemplo, las calcomanías con el lema «Los argentinos somos derechos y humanos», destinadas a que sus poseedores las exhibieran, por ejemplo, en las ventanillas de sus vehículos. La empresa Libson S.A. pagó 16 117 dólares por 250 mil calcomanías en 1979 con dicho lema, ideado a pedido de la dictadura por la empresa Burson-Marsteller, ya contratada en 1978 para mejorar la imagen de Videla.
En su libro, Marina Franco —doctora en Historia de la Universidad de Buenos Aires y de la Universidad de París— investigó el rol de la prensa masiva y en particular los diarios La Nación, La Prensa y las revistas de la Editorial Atlántida (Gente, Para ti) que apoyaron al régimen militar para crear la idea de que los cuestionamientos por violaciones a los derechos humanos se trataban de una campaña antiargentina. Para ti publicó una serie de fotos postales del país que las lectoras debían enviar a un listado de personas e instituciones que eran los «agentes» de la supuesta campaña antiargentina.

## Asesinatos
Los esfuerzos de la dictadura no sólo se centraron en los aspectos comunicativos. En el afán por desprestigiar la oposición articulada desde el extranjero, a través de los exiliados, el gobierno de facto no dudó, incluso, en realizar asesinatos en Europa.
En 1980 fue secuestrada por un grupo de tareas en Lima y trasladada a Madrid la activa activista de Derechos Humanos y madre de un desaparecido ,Noemí Gianotti de Molfino. El objetivo de la patota era desprestigiar a los activistas, mostrándolos como falsos desaparecidos que, en realidad, vivirían un exilio dorado en el extranjero. Noemí fue encontrada muerta en un hotel de la capital española. Había sido envenenada y dejada cubierta de mantas para que su cadáver se descompusiera con rapidez. A pesar de los esfuerzos de sus captores, la policía detectó unas pocas huellas digitales que no habían sido borradas. De todos modos, la policía nunca se esforzó por esclarecer los hechos, siendo el de Noemí Gianotti de Molfino un asesinato político, durante el gobierno de Suárez, que nunca se resolvió.